# اقتصاد التصنيع الجديد
يصف مصطلح اقتصاد التصنيع الجديد (NME) دور التصنيع المتقدم في ازدهار الاقتصاد الجديد. ويصف هذا المصطلح التصنيع باستخدام التقنيات الرقمية والأنظمة المتطورة والعمليات والقوى العاملة المدربة جيدًا وعلى قدر كبير من المعرفة. يدمج اقتصاد التصنيع الجديد استخدام الشبكات والطابعات ثلاثية الأبعاد وغيرها من الإمكانات داخل إستراتيجيات العمل لتطوير عمليات التصنيع.
أشار توماس فريدمان (Thomas Friedman) للورنس إف كاتز (Lawrence F. Katz) إلى أن هناك حاجة للجامعات ومُصنعي التكنولوجيا الفائقة ومُقدمي البرامج/الخدمات والشركات الناشئة الذكية الفائقة "؛ لتطبيق إستراتيجية تنمية الاقتصاد. فهذا مشابه للغاية لأفكار اقتصاد التصنيع الجديد رغم أن هذا المصطلح بالتحديد لم يُستخدم من قبل.

## ركائز اقتصاد التصنيع الجديد

### التكنولوجيا
يزداد التركيز على التوسع الجغرافي وتقنية المعلومات والتجارة الإلكترونية في شركات التصنيع التحويلي وفقًا «لمقياس الصناعات برايس ووتر هاووس كوبرز كيو 4 لعام 2010». حيث تُجبر هذه الظروف الشركات على دمج التقنيات الجديدة ضمن خطط العمل والتركيز على تطبيق تطوير المنتج مفتوح المصدر في تصنيع السلع المادية كشكل من أشكال الميزة التنافسية.
وتؤثر التقنيات الجديدة على الصناعات المختلفة للتأكيد على الابتكار كأداة للعمل. ويمكن تطبيق هذا التصنيع المتقدم نتيجة لاستثمارات التحسين المستمرة وتحديث القوى العاملة والتقنيات وسلسلة الإمداد من أجل زيادة القدرة التنافسية العالمية والاستدامة البيئية وتكيف المنتج لتلبية توقعات المستهلك.

### القوى العاملة
يتطلب دمج معدات التحكم الرقمي باستخدام الحاسوب الحديثة في عمليات التصنيع الجديدة موظفين جدد مدربين بصورة أفضل وذوي مهارات أكثر دقة عما كان مطلوبًا من قبل في الصناعات الثقيلة.؛ فكان التصنيع في السابق يحتاج لمتطلبات العمل وحالة العامل البدنية لنظام التجميع، ولكن استجابة للتطور التكنولوجي، أصبحت المتطلبات أكثر ذكاءً وأصبح التركيز على المعلومات والإبداع والدهاء.

### الإستراتيجية
يتركز اقتصاد التصنيع الجديد على الأعمال «المتخصصة» الذي يفي باحتياجات الأسواق الاستهلاكية الصغيرة من خلال عرض ما يطلبه العملاء عندما يريدون  وأساس هذه الإستراتيجية هو بيع القليل من السلع الأعلى سعرًا.؛ ويعد تبني كفاءات التقنيات الرقمية والشبكة العنكبوتية العالمية في إستراتيجيات الأعمال الحالية هو الاتجاه الذي يسعى وراءه الجميع في ممارسات التصنيع.

### الصناعات
أدت التكنولوجيا المتقدمة في السوق التجارية للتصنيع إلى النمو في المجالات مثل تطوير البرمجيات والتكنولوجيا الحيوية  والتركيز على العديد من الصناعات مثل:
- الوقود السائل والطاقة الحيوية
- الطاقة الشمسية
- الموارد المتجددة
- الاستدامة البيئية
- الصناعات الدوائية
- السوقيات

## مصطلحات ذات صلة
- التصنيع المتقدم
- الصناعات الذكية
- الاقتصاد الجديد
- الذكاء الاصطناعي
- نظرية Long Tail

## وصلات خارجية
- Dexigner.com – Chris Anderson to Discuss New Manufacturing Economy, February 2010 talk.
- In the Next Industrial Revolution, Atoms Are the New Bits - Wired, Chris Anderson, January 25, 2010.
- www.manufacturingsolutionscenter.org